# Paragalaxias mesotes
Paragalaxias mesotes é uma espécie de peixe da família Galaxiidae.
É endémica da Austrália.